# John Brown’s Body
John Brown’s Body (tłum. ciało Johna Browna; pierwotnie John Brown’s Song) – popularna amerykańska piosenka marszowa Unii z 1861 roku, do której tekst powstał na początku wojny secesyjnej.

## Historia
Pieśń powstała do melodii utworu, na której bazuje „Battle Hymn of the Republic” z 1862 roku. Muzyka do „John Brown’s Body” powstała w 1856 roku, a słowa 1861 roku. Autorem muzyki był prawdopodobnie William Steffe.
Pieśń ta gloryfikuje abolicjonistę Johna Browna, który został skazany i powieszony za mord na rodzinie plantatorów, uprowadzenie niewolników i zabicie grupy żołnierzy Armii Stanów Zjednoczonych w Harpers Ferry, w stanie Wirginia (obecnie Wirginia Zachodnia) podczas próby wzniecenia powstania niewolników.

## Słowa
Poniżej zamieszczono tekst trzech pierwszych zwrotek pieśni (wersji oryginalnej i polskojęzycznej). Słowa pochodzą z Biblioteki Kongresu:
| Oryginalna wersja | Tłumaczenie |
| Na melodię: „Brothers, will you meet me” | Na melodię: „Brothers, will you meet me” |
| --- | --- |
| John Brown’s body lies a-mouldering in the grave; His soul's marching on! Chorus: Glory, halle—hallelujah! Glory, halle—hallelujah! Glory, halle—hallelujah! His soul's marching on! He's gone to be a soldier in the army of the Lord! His soul's marching on! Chorus: John Brown’s knapsack is strapped upon his back! His soul's marching on! | Ciało Johna Browna leży w grobie, gnijąc; Jego dusza maszeruje wciąż! Refren: Chwała, alle—alleluja! Chwała, alle—alleluja! Chwała, alle—alleluja! Jego dusza maszeruje wciąż! Będzie żołnierzem w armii Pana! Jego dusza maszeruje wciąż! Refren: Plecak Johna Browna jest zarzucony na jego plecy! Jego dusza maszeruje wciąż! |